# François Trouvé
Pour les articles homonymes, voir Trouvé.
François Trouvé (né en 1716 - mort le 6 mai 1797) est un religieux français qui a restauré l’abbaye de Cîteaux, dont il fut le dernier abbé, pendant près d'un demi-siècle, de 1748 à 1790.

## Biographie
Docteur en théologie de la Faculté de Paris, François Trouvé devint abbé général de Cîteaux le 25 novembre 1748. Il le restera jusqu'en 1790, lorsque l'abbaye fut prise dans la tourmente révolutionnaire et en grande partie détruite.
L'année qui suivit sa prise de fonction à Cîteaux, il devint également, le 18 décembre 1749, conseiller-né au Parlement de Bourgogne, et en 1754, élu du clergé.
Dom François Trouvé fut à l'origine d'un projet grandiose de reconstruction de l'abbaye par l'architecte Nicolas Lenoir. Le projet fut abandonné, excepté le logis abbatial achevé en 1771.
Selon un document conservé dans les archives de l'abbaye Notre-Dame de Tamié, François Trouvé adressa, le 11 septembre 1782, en sa qualité d'abbé-général de Cîteaux, une lettre à tous les abbés et supérieurs de l'Ordre cistercien pour les rappeler à l'observation des règles et lois tombées dans une inobservation déplorable, particulièrement pour :
- la célébration de l'Office divin ;
- le port de l'habit régulier hors du monastère ;
- les sorties seul sans nécessité ;
- les longs déplacements à Paris ou Toulouse ;
- pour procéder aux visites régulières.

## Notoriété laïque
Le 11 février 1790, il fut le premier maire élu de la commune de Saint-Nicolas-lès-Cîteaux (sur le territoire de laquelle se trouve l'abbaye), alors que l'abbaye est sur le point être mise en vente par la nation française.